# Kevin Can F**k Himself
Kevin Can F**k Himself é uma série de televisão de humor negro estadunidense criada por Valerie Armstrong e estrelada por Annie Murphy, Eric Petersen, Mary Hollis Inboden, Alex Bonifer, Raymond Lee e Brian Howe.
Os dois primeiros episódios foram disponibilizados no AMC+ em 13 de junho de 2021, e a série estreou no AMC em 20 de junho de 2021. Em agosto de 2021, a série foi renovada para uma segunda temporada.

## Elenco e personagens

### Principal
- Annie Murphy como Allison McRoberts
- Eric Petersen como Kevin McRoberts
- Mary Hollis Inboden como Patty
- Alex Bonifer como Neil
- Raymond Lee como Sam
- Brian Howe como Pete McRoberts

### Recorrente
- Meghan Leathers como Jenn
- Jamie Denbo como D
- Candice Coke como Detetive Tammy Ridgeway
- Sean Clements como Kurt
- Robin Lord Taylor como Nick

### Participação
- Jon Glaser como Paddy

## Produção

### Desenvolvimento
Em novembro de 2018, foi anunciado que a AMC havia aberto uma sala de roteiristas na série como parte de seu modelo de desenvolvimento de roteiros para séries, com Valerie Armstrong atuando como criadora e produtora executiva, com Rashida Jones e Will McCormack servindo como produtores executivos sob sua empresa de produção Le Train Train. Em outubro de 2019, a AMC encomendou primeira temporada da série.
O título do programa é uma alusão a Kevin Can Wait, uma sitcom da CBS de 2016 estrelada por Kevin James, que foi fortemente criticada pela maneira como a esposa do personagem principal interpretada por Erinn Hayes foi escrita fora do programa na segunda temporada. Embora Kevin Can F**k Himself não seja uma paródia direta de Kevin Can Wait, esse incidente serviu como um ponto de partida para os criadores de Kevin Can F**k Himself fazerem uma série explorando as implicações dos papéis de gênero nas sitcoms familiares americanas. Em 27 de agosto de 2021, a AMC renovou a série para uma segunda temporada.

### Seleção de elenco
Em fevereiro de 2020, Annie Murphy se juntou ao elenco da série no papel principal. Em março de 2020, Eric Petersen, Mary Hollis Inboden e Alex Bonifer se juntaram ao elenco em papéis principais. Em maio de 2020, Raymond Lee e Brian Howe se juntaram ao elenco em papéis principais. Em janeiro de 2021, Meghan Leathers e Candice Coke se juntaram ao elenco em papéis recorrentes.

## Recepção
A série possui uma taxa de aprovação de 83% no site Rotten Tomatoes, com base em 46 críticas com uma média ponderada de 6,86/10. Consenso crítico do site diz, "A ambiciosa mistura de gêneros de Kevin Can F**k Himself nem sempre funciona, mas os comentários sociais ardentes e uma performance estelar de Annie Murphy tornam o relógio envolvente". No Metacritic, a série tem uma classificação de 65 de 100, com base em 23 avaliações, indicando "críticas geralmente favoráveis".